# Croce al merito di guerra (Brunswick)
La Croce al merito di guerra (Kriegsverdienstkreuz) fu un'onorificenza fondata dal Duca Ernesto Augusto III di Brunswick il 23 ottobre 1914 nell'ambito dell'Impero di Germania.

## Storia
La croce al merito di guerra del ducato di Brunswick era modellata come molte altre croci di merito tedesche sulla forma della Croce di Ferro prussiana in quanto aveva il medesimo valore di premio. Come l'onorificenza prussiana essa era divisa in due classi distinte, concesse per meriti di valore in guerra, senza distinzione del rango raggiunto dall'insignito. La croce di I classe veniva conferita solo a quanti avessero già ottenuto la croce di II classe ed entrambe cessarono di essere conferite col crollo della monarchia tedesca nel 1918. La croce di I classe venne ufficialmente istituita il 20 marzo 1918 per poi cessare di essere prodotta dal novembre dello stesso anno per il crollo della monarchia tedesca.

## Descrizione
- La croce è composta di una croce patente in bronzo dorato. Al centro della croce si trovano le iniziali del duca "EA" mentre il braccio superiore riporta la corona ducale in rilievo e quello inferiore la data "1914". Sulle braccia laterali della croce si trovavano delle coppie di rami di quercia. Sul retro la croce era piana con il motto "Fur Verdienst im Krieg" impresso sulle braccia.
- Il nastro era blu con una striscia gialla per parte. La I classe della medaglia era applicata al petto a spilla senza nastro.